# Orthocladius glabripennis
Orthocladius glabripennis är en tvåvingeart som först beskrevs av Maurice Emile Marie Goetghebuer 1921.  Orthocladius glabripennis ingår i släktet Orthocladius och familjen fjädermyggor. Arten är reproducerande i Sverige. Inga underarter finns listade i Catalogue of Life.